# KEC近畿予備校
KEC近畿予備校（ケイイーシーきんきよびこう）は、KEC教育グループが運営する高校生・高卒生を対象とした大学受験予備校である。大阪府枚方市に本部を置き、大阪府および滋賀県の14箇所に校舎を持つ。

## 概要
1974年（昭和49年）に門真市に設立。『Where there is a will, there is a way!（精神一到、何事か成らざらん！）』を校訓とし、受験・受験勉強を通して、「実社会で自立・立脚できる有能かつ有用な社会人・国際人の養成」を目標に学習指導、受験指導を行っている。浪人生・高卒生対象の「朝昼間大学受験科」と高校生対象の「大学受験科」がある。授業は志望校別で平均18名の少人数クラスで行われている。ほとんどの校舎に理系・文系の専任講師（社員）が常駐し、授業時以外にも質問受付・個人面談（学習面談・進路面談）を行っている。

## 沿革
- 1974年（昭和49年） - 大和田本校を開校（門真市）
- 1975年（昭和50年） - 枚方本校を開校（枚方市）
- 1976年（昭和51年） - 高卒生・朝昼間大学受験科を開設
- 1978年（昭和53年） - くずは本校を開校（枚方市）
- 1979年（昭和54年） - 交野校を開校（交野市）
- 1982年（昭和57年） - 茨木本校を開校（茨木市）
- 1983年（昭和58年） - 高槻本校を開校（高槻市）
- 1985年（昭和60年） - 石山本校を開校（大津市）
- 1986年（昭和61年） - 西大津本校を開校（大津市）
- 1987年（昭和62年） - 寝屋川本校を開校（寝屋川市）
- 1988年（昭和63年） - 布施本校を開校（東大阪市）
- 1991年（平成3年）   - 長尾校を開校（枚方市）
- 1995年（平成7年）   - 高槻芝生校を開校（高槻市）
- 1996年（平成8年）   - なかもず本校を開校（堺市）
- 2007年（平成19年） - 山田本校を開校（吹田市）

## 開設コース
- 京大・阪大コース
- 国公立大コース
- 難関私大・関関同立大コース
- 中堅私大・産近甲龍大コース
- 一般私大コース
- 関西外大コース
- 医療看護コース
- 高校生個別指導コース
- Z会学習教室［通信教育フォローアップ個別指導コース］

## 関連事業
- KEC近畿教育学院
- KEC個別指導メビウス
- KEC家庭教師センター
- KEC外語学院
- KEC日本語学院
- KECビジネススクール＆コンサルティング
- KECコンピュータ学院
- KEC介護福祉学院
- KEC人材紹介センター
- KEC人材派遣センター